# Francisco Villarroel
Pour les articles homonymes, voir Villarroel.
Francisco Villarroel est un avocat, écrivain, scénariste et cinéaste vénézuélien, né à Caracas le 5 mai 1965. Il est surtout connu pour le film 2019 Deux Automnes à Paris, qui est l'adaptation de son roman du même nom publié en 2007,.

## Biographie

### Jeunesse et formation
Francisco Villarroel est né le 5 mai 1965 à Caracas. Sa mère, María Rodríguez était juge et son père Hernan Villarroel était ingénieur.
Francisco Villarroel a obtenu son diplôme d'avocat à l'université Santa Maria, effectuant des études de troisième cycle et de maîtrise à l'université d'Aix-Marseille II en France et à l'institut de droit maritime à Malte.  Il est docteur et professeur émérite à l'Universidad Marítima  del Caribe,.

### Premières années professionnelles
Pendant plus de trente ans il s'est consacré à la pratique du droit et à l'enseignement universitaire en publiant des ouvrages sur le droit maritime et le droit international. De 2007 à 2013, il a  été président de l'Association vénézuélienne de droit maritime et a été distingué  en tant que membre titulaire du Comité maritime international,,,.

### Activité artistique
En 2007, il a publié son premier roman qui a été transformé en cinéma Dos otoños en París en 2019, qui a été suivi de son deuxième roman Tango Bar, publié en 2018 dont l'adaptation cinématographique du même nom a été réalisée en 2024. En tant qu'acteur, scénariste et producteur de films, il a réalisé les films qui ont été adaptés de ses romans.  En 2017, il a fondé MOB Producciones,,,,.
En 2020, il réalise son premier film Webidemic, dont il a également écrit le scénario original,.
À partir de 2021, Francisco Villarroel est le directeur du Festival du film ibéro-américain de Caracas,,.

## Filmographie
- 2020 : Dos otoños en París de Gibelys Coronado
- 2021 : Webidemic de Francisco Villarroel et Daniel Carrillo
- 2024 : Tango Bar de Gibelys Coronado

## Œuvres

### Romans
- 2007 : Dos otoños en París
- 2018 : Tango Bar
- 2019 : Viviana y sus tres amantes
- 2020 : Tengo que decir adiós

### Poésies
- 2020 : Noctámbulos

### Livres juridiques
- 1992 : Temas de Derecho Marítimo
- 1994 : Derecho Internacional del Mar
- 1998 : Derecho Marítimo
- 2006 : Tratado General de Derecho Marítimo
- 2011 : Derecho International Público

## Récompenses
- 2020 : Accolade Global Film Competition, meilleur acteur secondaire Excellence Award pour Dos otoños en París[19].
- 2020 : Los Angeles Motion Picture Film Festival, meilleur écrivain Grand Jury Silver Award pour Dos otoños en París[20].
- 2020 : American Golden Picture International Film Festival, meilleur acteur secondaire pour Dos otoños en París[21].
- 2021 : The IndieFest Film Awards, meilleur acteur Award of Merit pour Webidemic[22].
- 2021 : Best Shorts Competition meilleur acteur Award of Merit pour Webidemic[23].